# ウィリアム・クランチ・ボンド

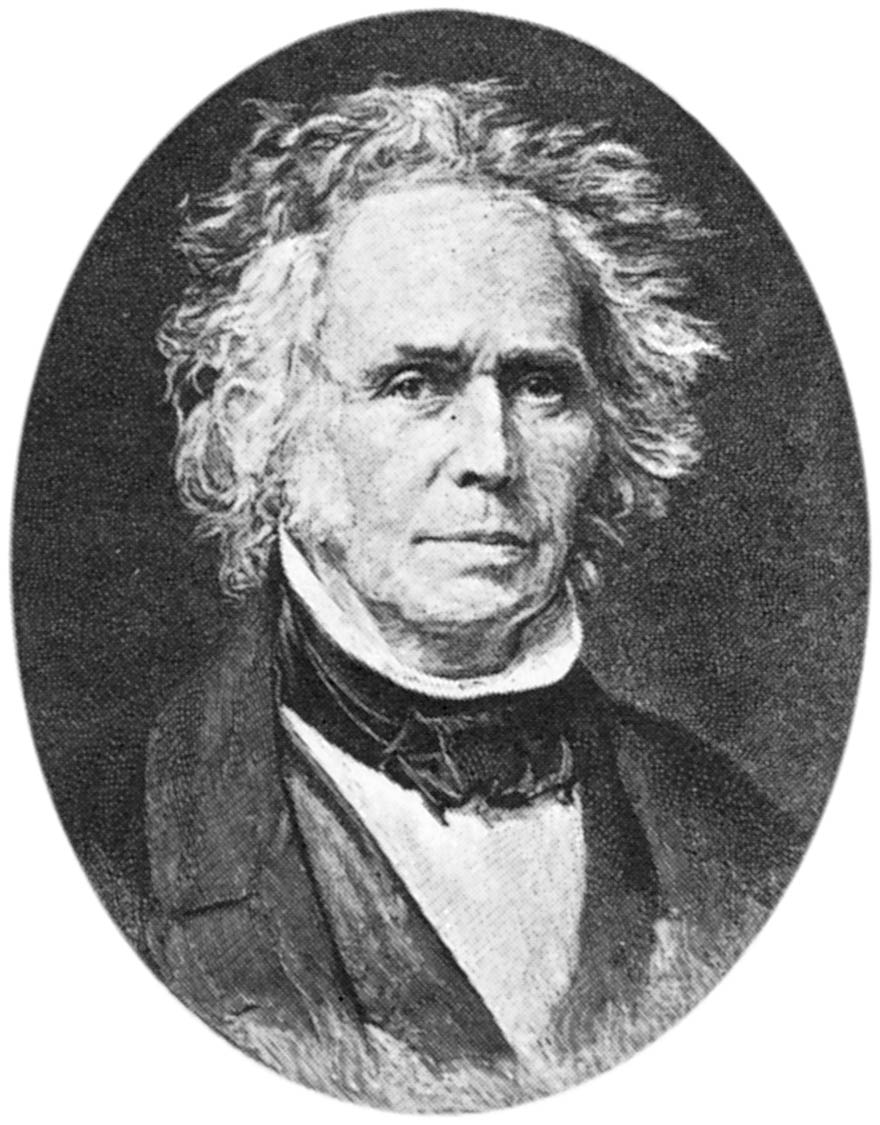
William Cranch Bond

ウィリアム・クランチ・ボンド（William Cranch Bond、1789年9月9日 - 1859年1月29日）はアメリカ合衆国の19世紀初めの天文学者である。ハーバード大学天文台の初代の台長を務めた。
メイン州のファルマス（Falmouth、現在のポートランド）に生まれた。父親は時計製造を初め、ボンドも15歳で初めて時計を造る。父親の後をついで一流の時計製造者になった。17歳の時に1806年の日食を見たことがきっかけで熱心なアマチュア天文家となり、自宅に観測所を創った。1815年、ハーバード大学の要請でヨーロッパに渡りヨーロッパの天文台の情報を集めた。1839年、自分の観測機器を大学に移し､無給の大学職員として天体観測を行うようになった。1843年の大彗星の出現は人々の天文への関心を高め、ハーバード大学は天文台の建設に2万5730ドルの資金を集めることができた。ボンドは、現在も使われている建物と観測用の椅子を設計した。大学は当時最大のサイズの15インチのドイツ製の望遠鏡を購入した。望遠鏡は月の観測に用いられた。1847年6月24日から使用が開始された。
ボンドの業績として、1811年の大彗星の発見が挙げられる。また、息子のジョージ・フィリップス・ボンドと共同で土星の衛星ヒペリオンを発見した。イギリスのウィリアム・ラッセルも独立してこの衛星を発見した。
1850年にハーバード大学の望遠鏡でボンド父子は土星の一番内側のクレープ・リング（チリメン環）を最初に観測した。
ジョン・アダムス・ウィップルと並び、ボンド父子は天体写真のパイオニアである。アメリカで最初の恒星の写真（1850年にヴェガを撮影）に始まり、200から300枚の天体写真をとった。
小惑星 (767) ボンディア、月のウィリアム・ボンドクレーターなどに名を残す。